# Drosophila parisiena
Drosophila parisiena este o specie de muște din genul Drosophila, familia Drosophilidae, descrisă de Heed în anul 1991. Conform Catalogue of Life specia Drosophila parisiena nu are subspecii cunoscute.